# 949 Гель
949 Гель (949 Hel) — астероїд головного поясу, відкритий 11 березня 1921 року.
Тіссеранів параметр щодо Юпітера — 3,198.